# Alcázar (Granada)
Alcázar (también llamada Alcázar de Venus) es una localidad y pedanía española perteneciente al municipio de Órgiva, en la provincia de Granada, comunidad autónoma de Andalucía. Está situada en la parte meridional de la comarca de la Alpujarra Granadina. Cerca de esta localidad se encuentran los núcleos de Rubite y Torvizcón, así como los diseminados de Fregenite, Olías y Bargís.

## Historia
Alcázar fue un municipio independiente hasta que, entre 1925 y 1930, se fusionó junto con Bargís y Fregenite en un solo municipio llamado Alcázar y Fregenite, recayendo la capitalidad municipal en el núcleo alcazareño. En 1973 Alcázar y Fregenite se anexionó definitivamente a Órgiva.
La emigración sufrida desde la década de los 50, con la consiguiente despoblación de la zona, contribuyó a que fuese incorporado —con todos sus anejos— al municipio orgiveño, aunque la tendencia natural de sus habitantes era relacionarse con Torvizcón, al estar más cerca y compartir la misma idiosincrasia.

## Geografía
El pueblo está ubicado en la zona noroccidental de la Sierra de la Contraviesa, que forma parte de la subcomarca de la Alpujarra Baja.

## Geografía humana

### Demografía
Según el Instituto Nacional de Estadística de España, en el año 2024 Alcázar contaba con 71 habitantes censados, lo que representa el 1,25% de la población total del municipio.

### Evolución de la población
| Gráfica de evolución demográfica de Alcázar entre 2014 y 2024 |
|                                                               |
| Datos según el nomenclátor publicado por el INE.              |

## Comunicaciones

### Carreteras
La principal vía de comunicación que transcurre por esta localidad es:
| Identificador | Denominación        | Itinerario          |
| ------------- | ------------------- | ------------------- |
| GR-5205       | De Alcázar a A-4131 | Alcázar - Fregenite |

Algunas distancias entre Alcázar y otras ciudades:
| Ciudades | Distancia (km) |
| -------- | -------------- |
| Órgiva   | 21             |
| Granada  | 78             |
| Almería  | 106            |
| Jaén     | 169            |
| Murcia   | 325            |

## Servicios públicos

### Sanidad
La pedanía cuenta con un consultorio médico de atención primaria situado en la carretera de Fregenite s/n, dependiente del Área de Gestión Sanitaria Sur de Granada. El servicio de urgencias está en el centro de salud de Órgiva, y el área hospitalaria de referencia es el Hospital Santa Ana de Motril.

## Cultura

### Fiestas
Sus fiestas patronales se celebran en honor a la Virgen del Rosario el segundo fin de semana de agosto, e incluyen verbenas por la noche, la procesión de la patrona y de San Antón y actividades lúdicas como un concurso de rentoy y dominó.